# Amt und Gemeinde
Amt und Gemeinde ist eine seit 1949 erscheinende theologische Fachzeitschrift, die vom Bischof der Evangelischen Kirche A. B. in Österreich herausgegeben wird.
Sie versteht sich „als theologisches Fachblatt, das PfarrerInnen, LehrerInnen und theologisch Interessierte über den neuesten Stand theologischer Forschung in der Evangelischen Kirche und anderen christlichen Kirchen unterrichten will“.